# Peltobatrachus pustulatus
Peltobatrachus pustulatus és una espècie extinta d'amfibi temnospòndil de la família dels peltobatràquids (Peltobatrachidae) que visqué en allò que avui en dia és l'Àfrica oriental durant el Permià superior, fa entre 254,2 i 259,9 milions d'anys. Se n'han trobat restes fòssils a Tanzània. Es tracta de l'única espècie del gènere Peltobatrachus.
Era un animal lent que passava bona part del temps a terra, però tornava a l'aigua per pondre els ous. Atenyia uns 60 cm de llargada. Estava totalment cobert de plaques òssies que formaven una cuirassa semblant a la dels armadillos d'avui en dia. Es nodria de carn i insectes. El blindatge estava format per amples plaques a les espatlles i el maluc i plaques més estretes a la resta del cos.